# 博士（経営学）
博士（経営学）（はくし けいえいがく）は、博士の学位であり、経営学に関する専攻分野を修めることによって、日本で授与されるものである。
1991年以前の日本では、経営学博士（けいえいがくはくし）という博士の学位が授与されており、経営学博士は、現在の「博士（経営学）」とほぼ同じものである。
経営学博士は、1920年（大正9年）の学位令改正により追加された。それ以前は、法学博士の中に経営学の研究に関するものが含まれていた。日本で初めて経営学博士を授与されたのは、平井泰太郎（1951年。授与機関は神戸大学）である。

## 概要
英語においては、各国による学位制度に違いがあるものの、Doctor of Philosophy (Ph.D.) の一部と、D.B.A (Doctor of Business Administration)が、経営学博士に相当する。
日本で授与された博士（経営学）の英語での表記方法としては、Doctor of Philosophy in Business Administration、あるいは、Doctor of Philosophy in Managementといった表記が一般的である。